# Büntetés-végrehajtás Országos Parancsnoksága
Koordináták: é. sz. 47° 30′ 12″, k. h. 19° 02′ 48″47.503333°N 19.046764°E
A Büntetés-végrehajtás Országos Parancsnoksága (rövidítve BVOP) országos hatáskörű – szakmai felügyeleti – büntetés-végrehajtási szerv Budapest V. kerületében, a Steindl Imre u. 8. szám alatt. Jogi személyiséggel rendelkező, önállóan gazdálkodó középirányító költségvetési szerv. A büntetés-végrehajtási szervezet központi vezető szerve, amely törvény alapján központi államigazgatási szerv.
A Belügyminisztérium alá tartozó büntetés-végrehajtási szervezet középirányító szerve, amely alá tartozik:
- 31 bv. intézet
- 10 gazdasági társaság
- 3 intézmény (a Büntetés-végrehajtási Szervezet Oktatási, Továbbképzési és Rehabilitációs Központja, a Nemzeti Közszolgálati Egyetem Rendészettudományi Kar Büntetés-végrehajtási Tanszéke, illetve a Büntetés-végrehajtás Egészségügyi Központ)[3]

A személyi állomány létszáma meghaladja a 9000 főt. Ezen szám az Országos Parancsnokságon kívül tartalmazza a bv. intézeteknél foglalkoztatottakat is.  

## Története
A börtönügy irányítása 1952-ben az Igazságügyi Minisztériumtól a Belügyminisztériumhoz került át. A büntetőintézetek központi irányítására ekkor hozták létre a Büntetés-végrehajtás Országos Parancsnokságát. Az elítéltmunkáltatás irányítását a Közérdekű Munkák Igazgatósága (KÖMI) vette át.
A büntetés-végrehajtási szervezet irányítási és felügyeleti jogköre 1963-ban visszakerült  az Igazságügyi Minisztériumhoz. 
A Büntetés-végrehajtás Országos Parancsnoksága 1963 óta működik a Budapest, Steindl Imre utca 8. szám alatti épületben.Előtte a Roosevelt téren, a Jászai Mari téren, a József Attila, a Mérleg és a Lendvai utcában működött. A Steindl Imre utca 8. számú épülethez a 10. szám alatti épület is kapcsolódik, aminek bővítésével alakult ki a jelenlegi irodaház. 

## Alaptevékenysége
- a büntetés-végrehajtási szervek szolgálati feladatai végrehajtásának – így különösen a fogva tartás biztonságával, a fogvatartottak nevelésével, foglalkoztatásával, egészségügyi ellátásával, szállításával és nyilvántartásával kapcsolatos tevékenységeknek – felügyelete, ellenőrzése és szakmai irányítása
- a büntetés-végrehajtási szervezet költségvetésének keretei között a büntetés-végrehajtási szervek feladatainak ellátásához szükséges feltételek biztosítása

Felügyeleti szerve a Belügyminisztérium.